# 정장식
정장식(鄭章植, 1950년 9월 27일 ~ 2016년 8월 27일, 경북 포항)은 대한민국 관료이자 공무원이다. 종교는 개신교(장로교)이며, 경상북도 포항 출신으로 포항시장을 지냈고, 2010년 2월까지 중앙공무원교육원 원장으로 지냈다. 2016년 8월 26일에 자신의 넥타이로 목을 메어 자살했다. 만 65세(향년 67세).

## 학력
- 포항 중앙초등학교
- 포항중학교
- 경북대학교 사범대학 부속고등학교(1965년 3월~1968년 2월)
- 서울대학교 경제학과 학사(1969년 3월~1972년 2월)
- 서울대학교 행정대학원 행정학 석사(1976년 3월~1979년 2월)
- 킬크리스티안알브레히트대학교대학원 석사과정 수료(1982년 3월~1984년 2월)
- 연세대학교 행정대학원 최고경영자과정 수료(1996년 3월~1997년 2월)
- 용인대학교 경제학 명예박사(2006년 2월)
- 대구대학교 경제학 박사(2010년 2월)

## 약력
- 제12회 행정고등고시 합격
- 농수산부 사무관(1973년~1976년)
- 해군본부 중위(1976년~1978년)
- 경제기획원 사무관(1979년~1980년)
- 국무총리 행정조정실 서기관(1980년~1988년)
- 경상남도 기획관(1988년~1989년)
- 경상남도 거창군수(1989년~1990년)
- 대통령비서실 행정수석실 행정관(1990년~1992년)
- 내무부 재정국 재정과장(1992년~1993년)
- 경상북도 상주시장(1994년 1월~1994년 10월)
- 대통령비서실 행정수석실 행정비서관(1996년~1997년)
- 내무부 지방자치기획단장(1997년~1998년)
- 한나라당 정책위원회 내무전문위원, 대통령후보 공약팀장
- 경상북도 포항시장(1998년 7월~2006년 2월, 한나라당)
- 대구대학교 무역학과 객원교수
- 중앙공무원교육원장(2008년 3월~2010년 2월)
- 경상북도지사 한나라당 예비후보

## 포상
- 1992년:녹조근정훈장

## 저서
- 뒤집어 본 세상이 더 아름답다(1996년 12월 20일, 고려원미디어(고려원))
- 아름다운 길(2002년 1월 25일, 출판시대)
- 오늘도 희망의 돛을 올린다(2005년 11월 15일, 출판시대)

## 역대 선거 결과
|  | 51.48% |

|  | 62.40% |

|  | 19.01% |